# خط طول 33° غرب
خط طول 33° غرب هو أحد خطوط الطول الجغرافية، والتي تمتد من القطب الشمالي الجغرافي إلى القطب الجنوبي الجغرافي، وحسب التحويل الزمني يتأخر خط طول 33° غرب عن خط غرينتش بساعتين و12 دقيقة.

## من القطب إلى القطب
ينطلق خط طول 33° غرب من القطب الشمالي نحو القطب الجنوبي مرورا بالمناطق التي ترد في الجدول التالي:
| الإحداثيات                         | البلد أو الإقليم أو البحر | ملاحظات |
| ---------------------------------- | ------------------------- | --- |
| 90°0′N 33°0′W / 90.000°N 33.000°W  | المحيط المتجمد الشمالي    | |
| 83°37′N 33°0′W / 83.617°N 33.000°W | جرينلاند                  | |
| 67°41′N 33°0′W / 67.683°N 33.000°W | المحيط الأطلسي            | |
| 60°0′S 33°0′W / 60.000°S 33.000°W  | المحيط الجنوبي            | |
| 77°8′S 33°0′W / 77.133°S 33.000°W  | القارة القطبية الجنوبية   | المطالب الإقليمية بالقارة القطبية الجنوبية by both الأرجنتين (المقاطعة الأرجنتينية بالقارة القطبية الجنوبية) and المملكة المتحدة (المقاطعة البريطانية بالقارة القطبية الجنوبية) |